# Trocherateina cyris
Trocherateina cyris är en fjärilsart som beskrevs av Druce 1893. Trocherateina cyris ingår i släktet Trocherateina och familjen mätare. Inga underarter finns listade i Catalogue of Life.